# Andrzejewo (Mazovië)
Andrzejewo is een dorp in de Poolse woiwodschap Mazovië. De plaats maakt deel uit van de gemeente Andrzejewo en telt 1000 inwoners.